# Джон Бърдет
Джон Бърдет (на английски: John Burdett) е английски писател на бестселъри в жанра трилър.

## Биография и творчество
Джон Патрик Бърдет е роден на 24 юли 1951 г. в Лондон, Англия, в семейството на Франк и Ева Бърдет. Учи английска и американска литература в университета Уоруик, където специализира в Шекспир и метафизична поезия. Завършва обаче колежа по право и става квалифициран адвокат в Лондон. Нает е от правителството на Хонконг да работи към институцията на главния прокурор, а след това работи като съдружник в адвокатската кантора на „Johnson, Stokes & Master“ в Хонконг.
На 10 септември 1989 г. се жени за писателката Сюзън Джонсън. Развеждат се през 1991 г. На 7 април 1995 г. се жени за Лаура Лигуори.
Събирайки достатъчно средства, и използвайки опита си като адвокат в Югоизточна Азия, той се насочва към мечтаната писателска кариера. Първият му трилър „A Personal History of Thirst“ издаден през 1996 г., следван през 1997 г. от „Последните шест милиона секунди“.
През 2002 г. е издаден трилърът му „Банкок 8“ от поредицата „Сончай Джитпличийп“. Главният герой, детективът Сончай, е дете от смесен брак и заради доброто владеене на английския език е включен в разследвания на убийства и странни престъпления в кварталите на червените фенери в Банкок. Книгите от поредицата с чувство за хумор разглеждат различни сексуални въпроси, като съпоставят често противоречивите тайландски и западни норми и нрави. Те получават широко обществено одобрение за широтата и дълбочината на разбиране на различните култури.
Джон Бърдет живее със семейството си в Банкок, Тайланд и Югозападна Франция.

## Произведения

### Самостоятелни романи
- A Personal History of Thirst (1996)
- The Last Six Million Seconds (1997)
Последните шест милиона секунди, изд.: „Бард“, София (1998), прев. Иван Златарски
- The Bangkok Asset (2015)

### Серия „Сончай Джитпличийп“ (Sonchai Jitpleecheep)
1. Bangkok Eight (2002)
Банкок 8, изд.: „Бард“, София (2004), прев. Иван Златарски
2. Bangkok Tattoo (2005)
3. Bangkok Haunts (2007)
4. The Godfather of Kathmandu (2009)
5. Vulture Peak (2012)

### Новели
- Freedom Angel (2011)